# Nobert Kigen
Nobert Kigen (14 dicembre 1997) è un maratoneta e mezzofondista keniota.

## Biografia
Nel 2022 ha vinto la Maratona di Praga, nella quale già l'anno precedente aveva conquistato un secondo posto; in precedenza nel 2017 aveva anche conquistato un secondo posto alla Maratona di Amsterdam, oltre a vari altri piazzamenti a ridosso del podio in varie altre maratone internazionali.

## Campionati nazionali
2015
- 9º ai campionati kenioti, 10000 m piani - 28'12"2

## Altre competizioni internazionali
2016
- 6º alla Maratona di Praga ( Praga) - 2h10'29"
- 4º alla Mezza maratona di Praga ( Praga) - 59'42"

2017
- Argento alla Maratona di Amsterdam ( Amsterdam) - 2h05'13"
- 4º alla Maratona di Seul ( Seul) - 2h06'07"
- 4º alla Mezza maratona di Yangzhou ( Yangzhou) - 1h01'02"

2018
- 5º alla Maratona di Valencia ( Valencia) - 2h05'22"

2021
- Bronzo alla Maratona di Praga ( Praga) - 2h10'27"

2022
- Oro alla Maratona di Praga ( Praga) - 2h07'54"
- 7º alla Maratona di Amsterdam ( Amsterdam) - 2h05'32"